# 藤川京子のビューティフル競馬
藤川京子のビューティフル競馬（ふじかわきょうこのビューティフルけいば）は、2005年11月5日から2011年3月26日まで毎週土曜日の16:30 - 17:00にラジオ関西で放送された中央競馬展望番組である。『ビューティフル競馬』（ビューティフルけいば）とも表記。

## 概要
ラジオ関西では以前から毎週土曜日の夕方に『JRAホットジョッキー』→『JRA週刊!!競馬名人』と題した競馬の展望・情報番組を放送してきたが、競馬ジャーナリストとしても活躍するタレントの藤川京子がパーソナリティを担当する番組として開始した。
内容は、日曜日に行われる主要なグレードレースについて、藤川と、デイリースポーツ（関西）競馬担当記者がデータや取材などから割り出した注目馬について解説を加えた。
2007年に薄暮開催が行われた際、小倉競馬場からの最終レース（16:50開始）の模様を毎日放送の協力で生中継した。